# Australia na Letnich Igrzyskach Olimpijskich 1988
Australię na Letnich Igrzyskach Olimpijskich 1988 reprezentowało 252 zawodników, 180 mężczyzn i 72 kobiety.

## Zdobyte medale
| Medal           | Zawodnik | Konkurencja                                                         |
| boks            | boks | boks                                                                |
| --------------- | --- | ------------------------------------------------------------------- |
| Srebro          | Grahame Cheney | waga lekkopółśrednia                                                |
| hokej na trawie | |                                                                     |
| Srebro          | Kathleen Partridge Elspeth Clement Liane Tooth Loretta Dorman Lorraine Hillas Michelle Capes-Hager Sandra Pisani Debbie Bowman-Sullivan Sharon Buchanan-Patmore Lee Capes Kim Small Maree Fish Sally Carbon Jackie Pereira Tracey Belbin Rechelle Hawkes | turniej kobiet                                                      |
| kajakarstwo     | |                                                                     |
| Srebro          | Grant Davies | K1 1000 m mężczyzn                                                  |
| Brąz            | Peter Foster Kelvin Graham | K2 1000 m mężczyzn                                                  |
| kolarstwo       | |                                                                     |
| Srebro          | Martin Vinnicombe | kolarstwo torowe - wyścig na 1 km ze startu zatrzymanego mężczyzn   |
| Srebro          | Dean Woods | kolarstwo torowe - 4 km na dochodzenie mężczyzn                     |
| Brąz            | Brett Dutton Wayne McCarney Stephen McGlede Dean Woods Scott McGrory | kolarstwo torowe - wyścig na 4 km drużynowo na dochodzenie mężczyzn |
| Brąz            | Gary Neiwand | kolarstwo torowe - sprint mężczyzn                                  |
| lekkoatletyka   | |                                                                     |
| Złoto           | Debbie Flintoff-King | 400 m przez płotki kobiet                                           |
| Srebro          | Lisa Martin-Ondieki | maraton kobiet                                                      |
| pływanie        | |                                                                     |
| Złoto           | Duncan Armstrong | 200 m stylem dowolnym mężczyzn                                      |
| Srebro          | Duncan Armstrong | 400 m stylem dowolnym mężczyzn                                      |
| Brąz            | Julie M. McDonald | 800 m stylem dowolnym kobiet                                        |
| tenis           | |                                                                     |
| Brąz            | Liz Smylie Wendy Turnbull | debel kobiet                                                        |